# Paweł z Teb (łaciński patriarcha Konstantynopola)
Paweł z Teb (ur. ?, zm. 1370) – duchowny katolicki, w latach 1345-1357 arcybiskup Smyrny,  w latach 1357-1366 arcybiskup metropolita Teb. od 1366 do swojej śmierci w 1370 tytularny łaciński patriarcha Konstantynopola. Od 1367 również administrator apostolski Patrasso.

## Życiorys
10 lipca 1345 został mianowany arcybiskupem Smyrny. Pełnił tę funkcję do 15 maja 1357 roku, kiedy został przeniesiony na urząd Arcybiskupa Teb. Pełnił tę funkcję do 17 kwietnia 1366, kiedy został mianowany tytularnym łacińskim Patriarchą Konstantynopola. Od 20 października 1367 był też administratorem apostolskim Patrasso. Zmarł w 1370 roku.